# Vischpoort (Harderwijk)
De Vischpoort, oorspronkelijk 'De Laege brugge' genoemd, is gebouwd aan het einde van de 14e eeuw. Het is de enige overgebleven stadspoort aan de waterkant in Harderwijk, dat in totaal over zes stadspoorten beschikte: vier aan landzijde (Grote poort, Luttike poort, Smede poort en Peelen poort) en twee  aan zeezijde (De Laege brugge en De Hooghe brugge).
In tegenstelling tot wat de naam doet vermoeden, werd de vis niet aan land gebracht via de Vischpoort. Die werd verhandeld in de herbergen bij 'De Hooghe brugge'. Wel waren er enkele visverwerkende bedrijven en toeleveringsbedrijven voor de visvangst gevestigd op de Vischmarkt.
De poort had ook, als wachtlokaal voor de stadswacht, een beschermende functie tegen vijanden en tegen het water. Als het water te hoog kwam, kon hij gesloten worden. De huizen aan de Vischmarkt zijn ook wat hoger gebouwd en of hebben een vloedkamer, voor het geval dat de poort te laat gesloten werd.
In de loop der tijden is er veel verbouwd aan de Vischpoort. Zo zijn er restanten te vinden van ronde torens, en ook is zichtbaar dat de oorspronkelijke poort een stuk groter was dan de huidige opening. Nadat het wachtlokaal zijn functie verloor ging de Vischpoort gefungeren als woning. Later kwam het bouwwerk in gebruik bij de historische vereniging 'Herderewich'. De toren is op gezette tijden te bezichtigen.
Naast de poort loopt de stadsmuur en staan wat muurhuisjes. 
Boven op de Vischpoort is in 1851 een vuurtoren gebouwd. Na de afsluiting van de Zuiderzee verloor dit licht zijn betekenis, zodat hij vermoedelijk in 1947 werd gedoofd. Tegenwoordig gaat het licht alleen aan bij speciale gelegenheden.